# سرو نحيس
سرو نَحِيس أو سرو المقابر أو سرو جنائزي أو سرو مُستَح أو سرو صيني (الاسم العلمي: Cupressus funebris) شجرة سبروقية سريعة النمو من فصيلة السروية. مهدها الصين. تعلو من 20 إلى 25 م. بنائقها نظامية، مبططة، جميلة الخضار الباهت. أوراقها مدببة، شديدة الخضار الزاهي. اكوازها صغيرة قطرها نحو 12 مم. جراهاتها من 6 إلى 8 لونها إلى الربدة السمراء. تجود وتنمو في جميع الأتربة.